# Paolo Facchinetti
Paolo Facchinetti (Minerbio, 22 marzo 1938 – Bologna, 10 giugno 2014) è stato un giornalista e scrittore italiano.

## Carriera
Bolognese, classe 1938, è stato un appassionato ricercatore di storia dello sport. Cominciò a scrivere per La Notte nel 1961, passando poi nel 1968 al quotidiano sportivo Stadio di cui è stato caporedattore dal 1975 al 1982.
Dal 1982 alla Conti Editore, è stato caporedattore di Autosprint  e Master, vicedirettore di Autocaravan, direttore de I giganti del basket, caporedattore e poi direttore nel 1990 del Guerin Sportivo, direttore della Divisione Libri della Conti Editore.
Ha ideato l'Almanacco del ciclismo (1991). Nel tempo è stato collaboratore de: L'Adige, Il Resto del Carlino, Il Mattino, Il Tempo, Romagna oggi, Ludus, Bicisport, ProSport (Olympische Sport Bibliotek, D), Tip Sport (Zurigo, CH), World Soccer (Tokyo, Giappone). Ha scritto testi per episodi a fumetti in Topolino Sport (Mondadori, 1986, disegni di Paolo Ongaro). È stato responsabile per l'Italia dei testi di 100 Jahre Olympische Spiele (9 volumi, 1988/1996). Ha collaborato alla Garzantina dello Sport (2008) per le voci relative ai giornali e giornalisti sportivi.

## Opere
È autore di numerosi libri di contenuto sportivo:
- La stampa sportiva in Italia (Edizioni Alfa, Bologna),1966;
- Un certo Coppi (Compagnia Editoriale, Roma), 1980;
- Bartali e Togliatti (Compagnia Editoriale, Roma), 1981;
- La seconda volta di Piquet (Conti Editore, Bologna), 1983;
- L'Italia di Coppi e Bartali (Compagnia Editoriale, Roma - Premio Letterario CONI), 1987;
- Dal football al calcio (Conti Editore, Bologna - Premio Selezione Bancarella Sport),1988;
- Coppi il mitico (Conti Editore, Bologna - Premio Bruno Raschi),1989;
- Come diventare portiere (Conti Editore, Bologna, in collaborazione con Cláudio Taffarel, portiere della nazionale di calcio del Brasile), 1992;
- Alla scoperta del calcio (Elika Editrice, Cesena), 1999;
- La Grande Ambrosiana (Geo Edizioni, Empoli), 2001;
- Tour de France 1903 – La nascita della Grande Boucle (Ediciclo Editore, Portogruaro – Segnalato al Concorso Letterario CONI), 2003;
- Gli anni ruggenti di Alfonsina Strada (Ediciclo Editore, Portogruaro - Segnalato al Premio Bancarella Sport 2005), 2004; tradotto in olandese nel 2010
- Bottecchia, il forzato della strada (Ediciclo Editore, Portogruaro, Segnalato al Premio Bancarella Sport 2006), 2005;
- Quando spararono al Giro d'Italia (Limina Edizioni, Arezzo) 2006;
- L'apocalisse sul Bondone (Limina Edizioni, Arezzo), 2006 (tradotto in inglese nel 2010);
- Campagnolo, la storia che ha cambiato la bicicletta, con Guido P. Rubino (Bolis Edizioni, Bergamo), 2008, tradotto anche in Tedesco, Giapponese e in inglese;
- Giro 1914, il più duro di tutti - Quei temerari delle macchine a pedali (Bradipolibri Edizioni, Torino), 2009;
- Il Giro d'Italia - Strade, storie, oggetti di un mito sportivo, con Gino Cervi (Bolis Edizioni, Bergamo), 2009;